# Peter Allday
Peter Allday (Peter Charles Allday; * 27. Juni 1927 im London Borough of Wandsworth; † 10. März 2018 in Bexhill) war ein britischer Hammerwerfer.
1952 kam er bei den Olympischen Spielen in Helsinki auf den 21. Platz.
Bei den British Empire and Commonwealth Games 1954 wurde er für England startend Fünfter und bei den Olympischen Spielen 1956 in Melbourne Neunter.
1958 gewann er Bronze bei den British Empire and Commonwealth Games in Cardiff und belegte bei den Leichtathletik-Europameisterschaften in Stockholm den 15. Platz.
1956 wurde er Englischer Meister. Im selben Jahr stellte er am 2. September in Bisham Abbey mit 59,61 m seine persönliche Bestleistung auf.
Er war mit der ehemaligen Diskuswerferin und Kugelstoßerin Suzanne Allday (geb. Farmer) verheiratet.